# Axonopus flexuosus
Axonopus flexuosus là một loài thực vật có hoa trong họ Hòa thảo. Loài này được (Peter) Troupin mô tả khoa học đầu tiên năm 1956.